# Vargatag
Vargatag (vagy Várpatak, románul: Vargatac) falu Romániában, Hargita megyében.

## Története
Gyergyószentmiklós része. 1956-ig adatai a városéhoz voltak számítva. Érdekes, hogy a községet 1966-ban még több mint 100-an lakták. A trianoni békeszerződés előtt Csík vármegye Gyergyószentmiklósi járásához tartozott.

## Népessége
1992-ben 16 lakosa volt, mindenki magyar.

## Vallások
Lakói római katolikusok.